# St Andrew’s House

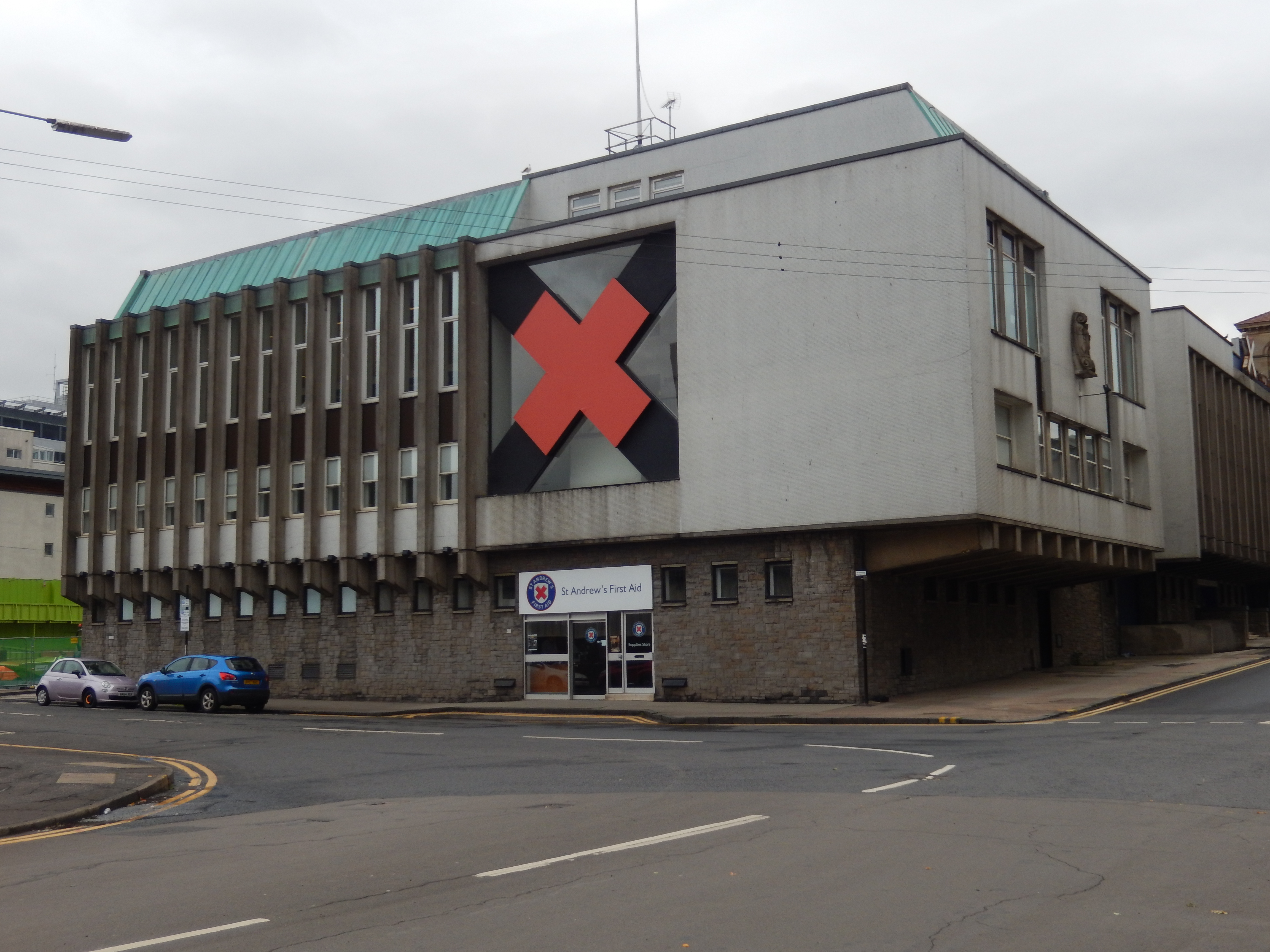
St Andrew’s House

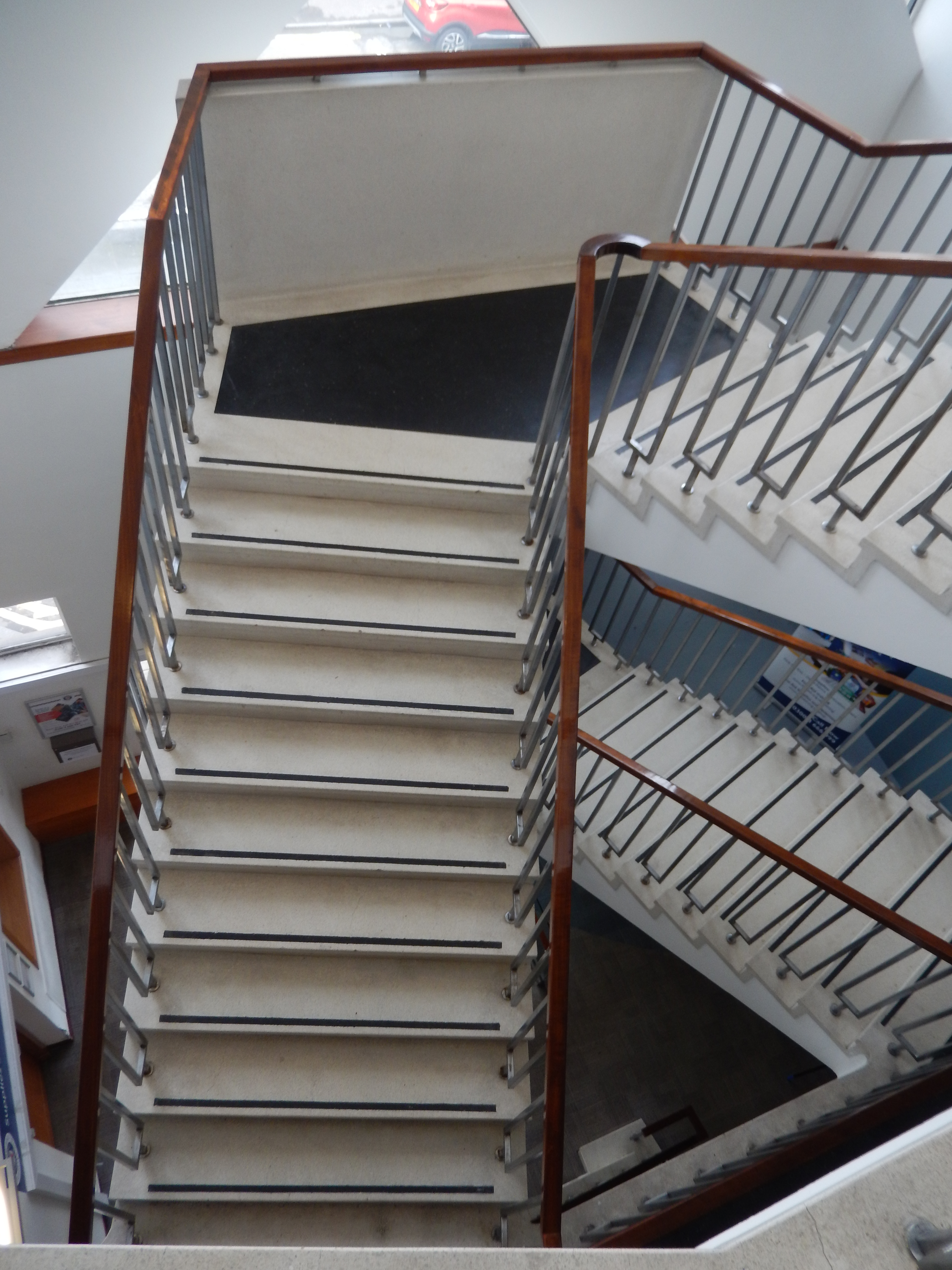
Treppenhaus

Das St Andrew’s House ist ein Geschäftsgebäude in der schottischen Stadt Glasgow. 2005 wurde das Bauwerk in die schottischen Denkmallisten in der höchsten Denkmalkategorie A aufgenommen.

## Geschichte
Die Stadt Glasgow bot der St Andrew’s Ambulance Association und dem St Andrew’s and Red Cross Scottish Ambulance Service das Grundstück zur Verwendung an. Dort entstand zwischen 1966 und 1970 das St Andrew’s House. Für den Entwurf zeichnet das Architekturbüro Skinner, Bailey & Lubetkin verantwortlich. Federführend war bei diesem Gebäude Douglas Carr Bailey, während Berthold Lubetkin das Treppenhaus entwarf.
Beide Organisationen nutzten die einzelnen Gebäudeteile, die über eine flachere Einschnürung miteinander verbunden sind. Während die St Andrew’s Ambulance Association weiterhin den Nordteil als Hauptsitz nutzt, befanden sich die Räumlichkeiten des Scottish Ambulance Service im Südteil. Der Durchgang zwischen beiden Gebäudeteilen wurde zwischenzeitlich verschlossen.
2010 wurde der südliche Gebäudeteil in das Register gefährdeter denkmalgeschützter Bauwerke in Schottland aufgenommen. Der Zustand des leerstehenden Gebäudes wurde 2014 jedoch als verhältnismäßig gut bei gleichzeitig geringer Gefährdung eingestuft.

## Beschreibung
Der Flachdachbau steht an der Kreuzung der Milton Street mit der Maitland Street nördlich des Glasgower Stadtzentrums. Es handelt sich um eines von zwei Gebäuden in Schottland, die Skinner, Bailey & Lubetkin, mit Lubetkin als bedeutendem Wegbereiter der modernen Architektur im Vereinigten Königreich, entwarfen. Die nordexponierte Fassade entlang der Milton Street zeigt ein markantes Andreaskreuz aus rotem Kunststoff, das nachts illuminiert ist. Darunter befindet sich der Haupteingang.
Entlang der Maitland Street ist links eine Skulptur des Heiligen Andreas in die Fassade eingelassen. Sie stammt von dem ehemaligen Hauptsitz der Vereinigung an der North Street. Rechts folgt eine lange gleichförmige Fassade Sie schließt mit dem Schriftzug „SCOTTISH AMBULANCE SERVICE“.